# Grup de l'arthurita
El grup de l'arthurita, també conegut com a grup de la whitmoreïta, és un grup de minerals de la classe dels fosfats que conté fosfats i arsenats monoclínics, amb fórmula genèrica: M2+M3+
2(TO₄)₂(OH)₂·4H₂O.
Es tracta d'un grup estructuralment relacionat amb la coral·loïta, la qual cristal·litza en el sistema triclínic, i la bermanita. Està integrat per les ser espècies següents: arthurita, bendadaïta, cobaltarthurita, earlshannonita, kunatita, ojuelaïta i whitmoreïta, a més de dues espècies encara no vàlides segons l'Associació Mineralògica Internacional.
| Espècie         | Fórmula                       |
| --------------- | ----------------------------- |
| Arthurita       | CuFe₂3+(AsO₄)₂(OH)₂·4H₂O      |
| Bendadaïta      | Fe2+Fe₂3+(AsO₄)₂(OH)₂·4H₂O    |
| Cobaltarthurita | (Co,Mg)Fe₂3+(AsO₄)₂(OH)₂·4H₂O |
| Earlshannonita  | Mn2+Fe₂3+(PO₄)₂(OH)₂·4H₂O     |
| Kunatita        | CuFe₂3+(PO₄)₂(OH)₂·4H₂O       |

| Espècie               | Fórmula                   |
| --------------------- | ------------------------- |
| Ojuelaïta             | ZnFe₂3+(AsO₄)₂(OH)₂·4H₂O  |
| UKI-2006-(PO:AlCuFeH) | Fe2+Al₃(PO₄)₂(OH)₂·4H₂O   |
| UKI-2006-(PO:FeHZn)   | ZnFe₂3+(PO₄)₂(OH)₂·4H₂O   |
| Whitmoreïta           | Fe2+Fe₂3+(PO₄)₂(OH)₂·4H₂O |

## Classificació
Segons la classificació de Nickel-Strunz, els mimerals del grup de l'arthurita pertanyen a "08.DC: Fosfats, etc, només amb cations de mida mitjana, (OH, etc.):RO₄ = 1:1 i < 2:1» juntament amb els següents minerals: eucroïta, nissonita, legrandita, strashimirita, kleemanita, bermanita, coralloïta, kovdorskita, ferristrunzita, ferrostrunzita, metavauxita, metavivianita, strunzita, beraunita, gordonita, laueïta, mangangordonita, paravauxita, pseudolaueïta, sigloïta, stewartita, ushkovita, ferrolaueïta, kastningita, maghrebita, nordgauïta, tinticita, vauxita, vantasselita, cacoxenita, gormanita, souzalita, kingita, wavel·lita, allanpringita, kribergita, mapimita, ogdensburgita, nevadaïta i cloncurryita.

## Jaciments
Els jaciments d'aquests minerals no són gens habituals. Tot i així han estat descrits a tots els continents del planeta tret de l'Antàrtida. Als territoris de parla catalana únicament ha estat descrita una de les espècies, l'arthurita, concretament a la mina Lealtad, situada a la localitat de Xóvar, a l'Alt Palància.